# Ernest Payne
Ernest Payne, detto Ernie (Worcester, 23 dicembre 1884 – Worcester, 10 settembre 1961), è stato un pistard britannico.
Ha vinto la medaglia d'oro olimpica nel ciclismo su pista alle Olimpiadi 1908 tenutesi a Londra, in particolare nella gara di inseguimento a squadre maschile.